# Bruno Ribke
Bruno Ribke (* 15. Dezember 1909; † unbekannt) war ein deutscher Fußballspieler und Fußballtrainer.
Der Mittelläufer mit defensiver Spielweise wechselte 1933 von Sterkrade 06/07 zum VfR Heilbronn. Zwei Jahre später schloss Ribke sich den Stuttgarter Kickers an. Mit den Kickers wurde Ribke in der Gauliga Württemberg mehrmals Württembergischer Meister und qualifizierte sich für mehrere Endrunden um die Deutsche Meisterschaft. In der Gruppe 3 der Meisterschaftsendrunde 1939 scheiterte Ribke mit den Kickers nur aufgrund des schlechteren Torquotientens im Vergleich zum Gruppensieger SK Admira Wien an der Qualifikation für das Halbfinale um die Deutsche Meisterschaft.
Nach seiner Spielerkarriere wurde Bruno Ribke zur Saison 1949/50 Trainer des SSV Reutlingen 05. Dort wurde Ribke in seiner ersten Spielzeit als SSV-Trainer Staffelmeister der Gruppe Süd der Oberliga Südwest und nach einer Niederlage gegen den 1. FC Kaiserslautern im Endspiel der südwestdeutschen Meisterschaftsendrunde südwestdeutscher Vizemeister. In der Endrunde um die deutsche Meisterschaft 1950 scheiterten Ribkes Reutlinger im Achtelfinale durch eine 0:1-Niederlage in der Verlängerung an Preußen Dellbrück. Nach einem Verbandswechsel des SSV Reutlingen zur Saison 1950/51 in die Oberliga Süd beendete Bruno Ribke seine Trainertätigkeit beim SSV Reutlingen am 1. Oktober 1950.